# NGC 551
NGC 551 ist eine Balken-Spiralgalaxie vom Hubble-Typ SBbc im Sternbild Andromeda am Nordsternhimmel. Sie ist schätzungsweise 239 Millionen Lichtjahre von der Milchstraße entfernt und hat einen Durchmesser von etwa 115.000 Lichtjahren.
Das Objekt wurde am 21. September 1786 von dem deutsch-britischen Astronomen Wilhelm Herschel entdeckt.